# Provinzial-Archäologisches Museum Ename

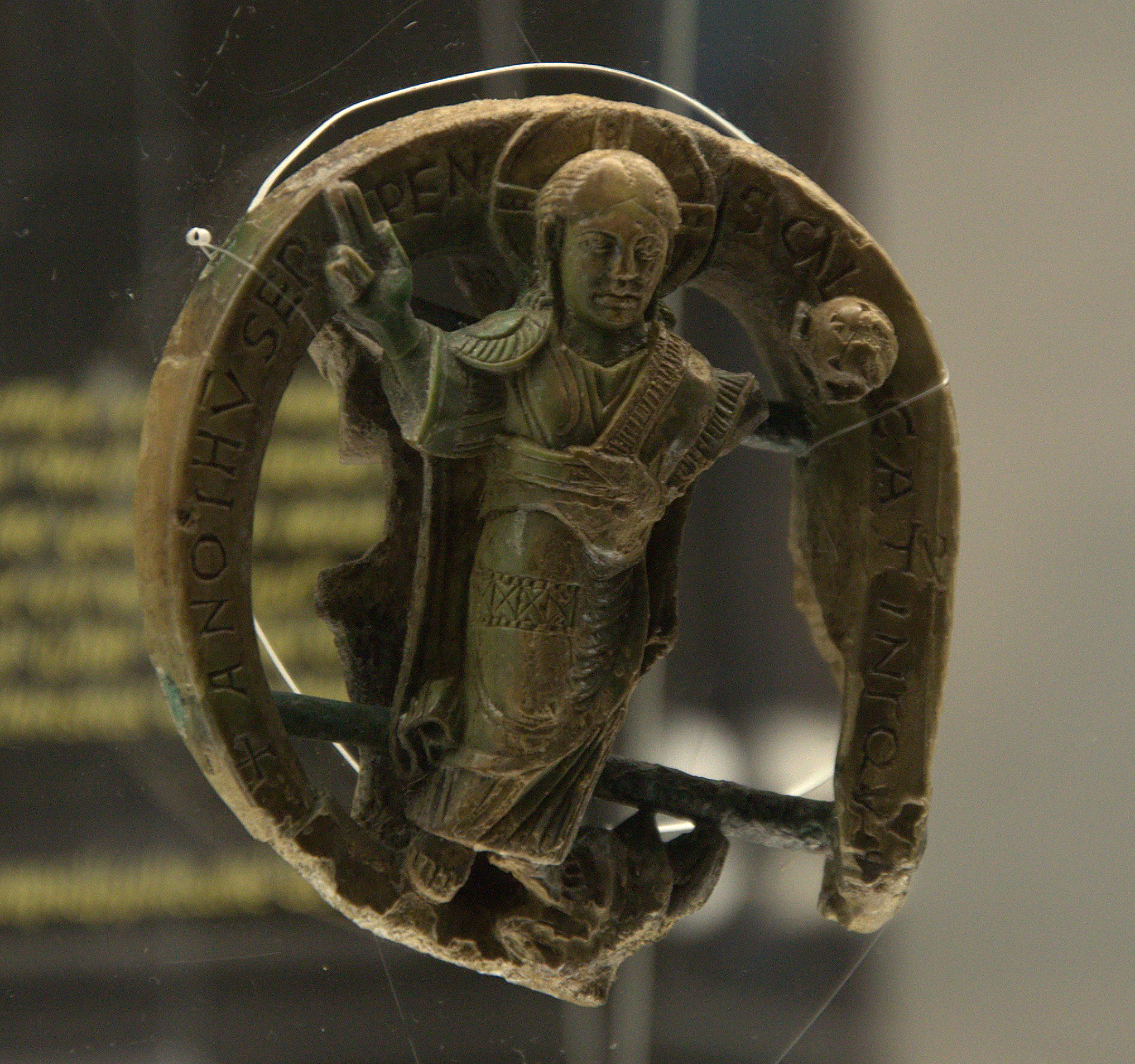
Fragment eines Elfenbein-Krummstabes im Museum, gefunden in der zerstörten Abtei St. Salvator. Salvator (Jesus Christus als Erlöser) trägt ein jüdisches Kleid, ein Hinweis auf den Ursprung des Christentums. In seiner linken Hand hält er eine kreuzgeschmückte Kugel als Symbol der Macht Christi. Mit einem Fußtritt auf einen Drachen, das Symbol des Bösen in der Welt, zeigt er seinen Sieg über ihn.

Das Provinzial-Archäologische Museum Ename (Provinciaal Archeologisch Museum Ename, Kürzel: PAM Ename) in der belgischen Gemeinde Ename im Osten der niederländischsprachigen Region Flandern vermittelt die Geschichte der Flämischen Ardennen speziell im Hochmittelalter. 
Das Museum wurde 1998 im Haus Beernaert neben der St. Laurentius-Kirche im Dorfzentrum von Ename eröffnet. Es zeigt das Alltagsleben in Ename vom frühen Mittelalter bis heute mit interaktiven und Multimedia-Präsentationen, anhand einer „Zeitreise“ sowie Hands-on-Elementen. Im „archeolabo“ können Besucher Methoden der Archäologie kennenlernen. Für diese Wissensvermittlungskonzeption wurde das Museum bereits mehrfach ausgezeichnet. Das PAM Ename ist Partner des Archäologischen Museums Velzeke in Ostflandern.
Das Museum ist Teil des Projektes „974 Ename“, das neben dem Museum aus weiteren drei Elementen besteht:
- Die acht Hektar große Archäologische Stätte von Ename. In den 1970er Jahren entdeckte man in einer ehemaligen Flussschleife am rechten Ufer der Schelde bei Ename die Fundamente einer Befestigungsanlage mit Handelsansiedlung, die vermutlich im Jahr 974 unter Kaiser Otto II. als Grenzbefestigung von Valenciennes und der Markgrafschaft Antwerpen gegen Frankreich angelegt wurde. Gottfried von Verdun (ab 969 Markgraf von Ename) und seine Frau Mathilde aus Sachsen erbauten in dieser Scheldeschleife eine Burg und gründeten eine frühstädtische Siedlung. Ihr Sohn Hermann ließ dort zwischen 988 und 1025 zwei Kirchen erbauen. Die Abtei St. Salvator wurde während des Bildersturms von 1566 niedergebrannt und während der Französischen Revolution enteignet, nur ihre Fundamente sind erhalten. Die Archäologische Stätte von Ename wurde vom belgischen Staat mit dem Europäischen Kulturerbe-Siegel ausgezeichnet.
- Die St. Laurentius-Kirche. Der im Kern bis heute erhaltene Bau besteht aus einem Sanktuarium im Westen, einem dreischiffigen Langhaus und einem ursprünglich zwei-, heute vierstöckigen Ostwerk (Ostseite mit Apsis und Altar). Spätere Anbauten sind ein Treppenturm, ein sogenanntes „Portal“ und das Sakristeigebäude. 1999 begannen Ausgrabungen und Bauforschungen im Kircheninnern.
- Das Naturwaldreservat Bos t'Ename.